# Jokin Gorostidi Artola
Jokin Gorostidi Artola (Tolosa, Guipúscoa, 4 de novembre de 1940 - Sant Sebastià, 25 d'abril de 2006) va ser un nacionalista basc. Dirigent d'Herri Batasuna (HB) entre 1978 i 1992, parlamentari basc entre 1980 i 1994. Va ser militant d'ETA durant el franquisme i un dels jutjats en el Procés de Burgos. Estava casat amb la també dirigent d'HB, Itziar Aizpurua.

## Militant d'ETA i Procés de Burgos
Estudià comerç i delineació, i era mecànic de professió. Va començar la seva militància política durant la dècada de 1960, militant en l'organització sindical il·legal Comissions Obreres. Entre 1966 i 1967 va començar a militar en ETA, que per aquell temps estava encara en una primera fase del seu desenvolupament. Identificat per la Guàrdia Civil al novembre de 1967 mentre repartia octavetes subversives, fuig i passa a la clandestinitat. Quan ETA va cometre els seus primers assassinats polítics el 1968 (José Pardines i Melitón Manzanas) la repressió del regimen franquista contra l'encara incipient ETA es va intensificar.
Va ser detingut per la Guàrdia Civil a Eibar el 8 de març de 1969. Amb una finalitat exemplarizant, el govern va organitzar un macroprocés judicial contra 16 membres d'ETA, entre ells Gorostidi, que van ser acusats dels assassinats de Pardines, Manzanas i del taxista Fermín Monasterio. Aquest procés, conegut com el Procés de Burgos es va celebrar al desembre de 1970 i va ser un dels episodis més convulsos del Tardofranquisme. Gorostidi va ser condemnat a 2 penes de mort, però les pressions que va rebre el govern de Franco des de nombroses instàncies nacionals i internacionals va fer que als condemnats a mort en aquest procés, entre ells Gorostidi, els fossin commutades les condemnes a mort per penes de presó. Gorostidi va estar 4 anys en règim d'aïllament penitenciari.
Va romandre en la presó fins que va ser alliberat gràcies a l'Amnistia General de 1977, que va alliberar els presos polítics del franquisme, entre ells els condemnats pel procés de Burgos. Després de ser deportat cert temps a Brussel·les va tornar a Espanya. Segons el seu propi testimoniatge, Gorostidi va abandonar ETA en 1970 i a partir de llavors la seva relació amb la banda es va limitar a intervenir entre els terroristes i el Govern espanyol d'UCD entre 1980 i 1982. A principis de 1980, mentre feia de correu entre el Govern de la UCD i la direcció d'ETA (Txomin Iturbe i Eugenio Etxebeste) va ser ferit en Biàrritz (Iparralde) en un tiroteig que va enfrontar als dirigents d'ETA amb la policia francesa.

## Participació en política
Després de sortir de la presó va passar a militar en l'organització política independentista i socialista HASI. El 1978 HASI va ser un dels partits polítics que van formar la coalició electoral Herri Batasuna (HB). Des de la fundació d'Herri Batasuna a l'octubre de 1978 fins a abril de 1992, Gorostidi va formar part de la Taula Nacional (direcció col·legiada) d'HB. Dintre de la Taula Nacional, Gorostidi va ser durant molts anys l'encarregat de relacions internacionals i també el responsable de la tresoreria de la coalició. Va ser elegit diputat a les eleccions al Parlament Basc de 1980. Seria reelegit tres cops més, romanent en aquest càrrec fins a 1994. També va ser un dels càrrecs electes d'HB que al febrer de 1981 van rebre al Rei d'Espanya entonant l'Eusko Gudariak a la Casa de Juntes de Guernica. Per aquest fet va ser processat. El 1992 no va ser renovat com a membre de la Taula Nacional, passant a ser membre únicament del Biltzarra (Assemblea) de la coalició.
A partir d'aquest moment i sobretot després de cessar com a parlamentari en 1994, quedaria allunyat de la primera línia de la política. Des dels anys 1980 va residir a Deba, juntament amb la seva dona (i promesa des dels anys 1960), Itziar Aizpurua.

## Problemes amb la justícia
Entre 1992 i 1996 va ser responsable de la comissió de deportats d'Herri Batasuna sent encarregat d'establir contactes amb els membres d'ETA que es trobaven deportats a l'estranger, principalment en països llatinoamericans. A l'abril de 1993 després de tornar de Cap Verd on havia estat visitant als membres d'ETA allí deportats, va estar greument malalt en l'hospital afligit d'una pneumònia que havia contret pel virus de la legionella en el viatge. Va estar 55 dies en coma.
Anys més tard, aquestes labors que va ocupar en la comissió de deportats, foren la causa que fos acusat en el Macro-sumari 18/98 que es va portar a terme contra MLNV. El jutge Garzón va considerar a Gorostidi integrant de Xaki, l'aparell internacional d'ETA. El 29 de gener de 2000 es va dictar una ordre de detenció contra ell per aquesta causa, però al no trobar-se en el seu domicili no va poder ser detingut. Dies més tard es va presentar voluntàriament davant el jutge a l'Audiència Nacional d'Espanya, qui li va deixar en llibertat sota fiança. El 2002 va ser inclòs en un llistat de persones a les quals Garzón va imputar el delicte de pertinença a banda armada perquè han format o formen part de la direcció de Batasuna amb perfecte coneixement.
Amb posterioritat, el 16 de desembre de 2003, Garzón tornaria a ordenar la seva detenció, aquesta vegada en el marc d'una investigació sobre el finançament d'ETA. Segons el jutge, Gorostidi va participar com intermediari en l'extorsió a un empresari, que va pagar 30 milions de pessetes, dels quals només cinc milions van acabar en les arques d'ETA. Gorostidi va quedar encausat per aquest fet, quedant en llibertat sota fiança a espera de judici. El 21 d'abril de 2006, 3 dies abans que fora a ser interrogat en el judici del sumari 18/98 va sofrir un infart mentre viatjava amb tren de Deba a Sant Sebastià. Després de romandre alguns dies en coma en l'Hospital Donostia de Sant Sebastià, va morir el dia 25.